# Gare de Munkedal
La  gare de Munkedal (suédois:  Munkedals järnvägsstation) est une gare ferroviaire suédoise à Munkedal.

## Situation ferroviaire

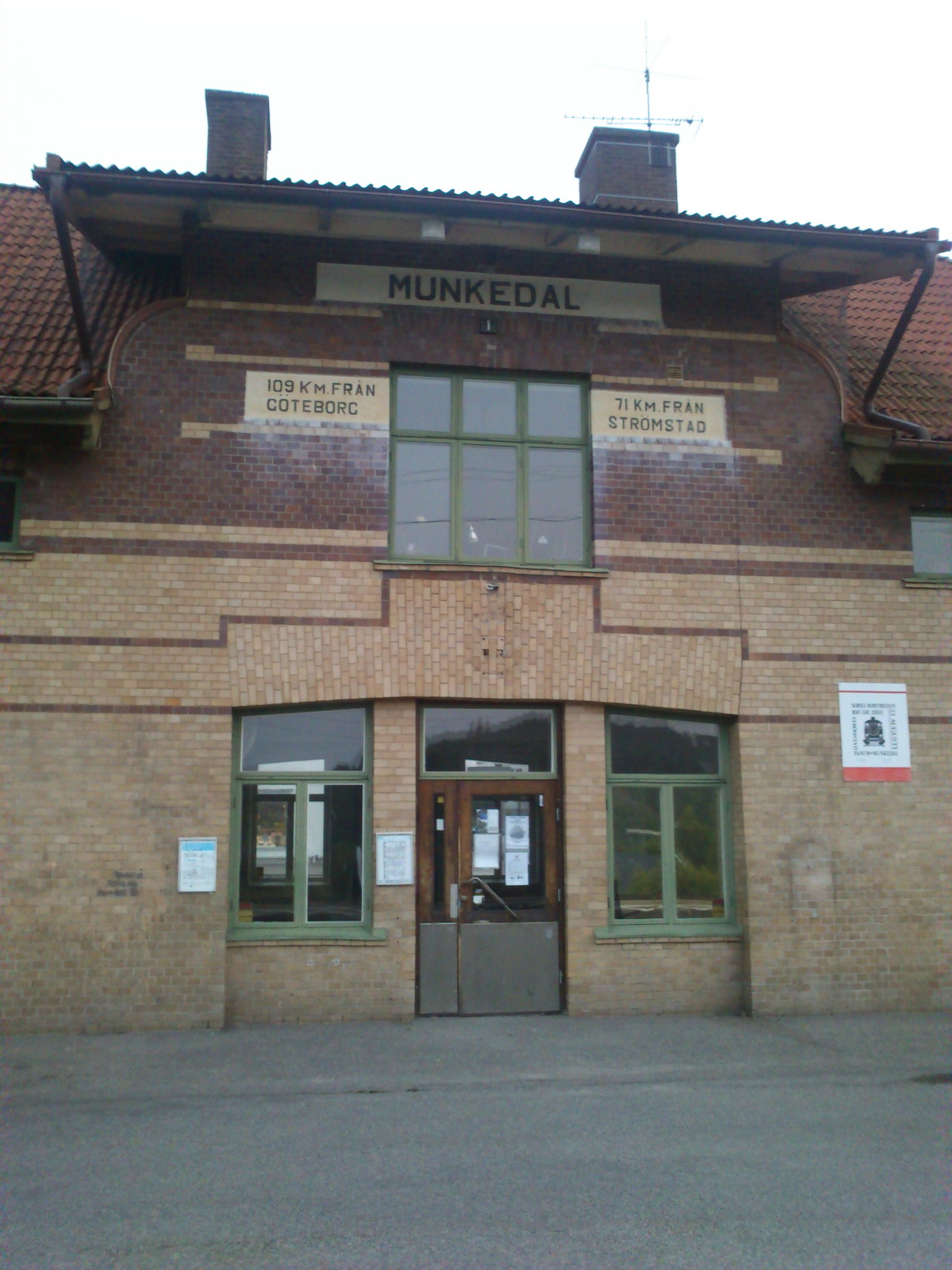
Plaques sur la gare. Elle se trouve à 109 km de Göteborg et à 71 km de Strömstad.

La gare se trouve sur la ligne du Bohus .

## Histoire

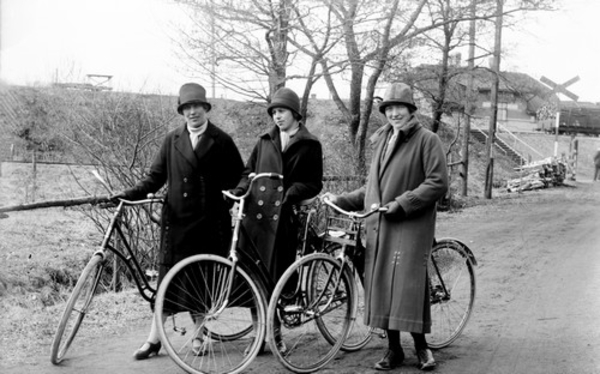
Groupe de femmes sur le chemin de la gare, que nous voyons en arrière-plan.

Le bâtiment a été conçu par l'architecte en chef de la SJ Folke Zettervall et inauguré dans le cadre de l'ouverture de la ligne du Bohus en 1903.
En octobre 2023, la municipalité a acheté le bâtiment de la gare de Munkedal. Selon un journal: "En tant que propriétaire, la municipalité de Munkedal entretiendra dans un premier temps la propriété, mais veillera également à ce que la salle d'attente soit ouverte aux voyageurs et que les toilettes publiques puissent être utilisées. Nous espérons que cela pourra se produire dans un avenir proche." .

## Service des voyageurs
Les trains de la Västtrafik arrêtent à cette gare. 

### Accueil
La gare dispose d'un parking pour 23 véhicules .

## Service des marchandises
Munkedal est un centre de fabrication de papier depuis le XIXe siècle. Un chemin de fer de 600 mm (le Munkedals Järnväg) était construit pour servir l'usine de papier et le port, une distance d'environ 6 km. Un transbordement entre le chemin de fer à voie étroite et la ligne à écartement standard du SJ à la gare actuelle de Munkedals est devenue rentable à la fin des années 1940. Il a été décidé de reconstruire le Munkedals Järnväg à écartement standard par la suite. Cette ligne sert aussi à l'importation du pétrole du port vers la gare du SJ de Munkedals, après la Seconde Guerre mondiale.